# Filopàtor
Filopàtor（grec antic: Φιλοπάτωρ) era un sobrenom donat a diversos reis hel·lenístics, que significa 'que estima el pare'. Fou el nom de dos reis de Cilícia:
- Filopàtor I, rei de Cilícia 31-30 aC
- Filopàtor II, rei de Cilícia, mort el 17 aC

Els següents reis hel·lenístics el portaren com a sobrenom o títol honorífic:
- Ptolemeu IV Filopàtor, rei d'Egipte 222-205 aC
  - Arsínoe III Filopàtor, reina consort d'Egipte juntament amb el seu germà
- Seleuc IV Filopàtor, rei selèucida 187-175 aC
- Ariarates V Èusebes Filopàtor, rei de Capadòcia 163-130 aC
- Mitridates IV Filopàtor Filadelf, rei del Pont 155-151 aC
- Ptolemeu VII Neos Filopàtor, rei d'Egipte el 145 aC
- Ariarates VI Epífanes Filopàtor, rei de Capadòcia 130-116 aC
- Ariarates IX Èusebes Filopàtor, rei de Capadòcia 100-85 aC
- Antíoc X Èusebes Filopàtor, rei selèucida 95-88 aC
- Nicomedes IV Filopàtor, rei de Bitínia 91-74 aC
- Ariobarzanes II Filopàtor, rei de Capadòcia 63-51 aC
- Ptolemeu XIII Filopàtor, rei d'Egipte 52-47 aC
- Cleòpatra VII Filopàtor, reina d'Egipte 51-30 aC, esposa de Juli Cèsar i Marc Antoni
  - Ptolemeu XV Cèsar Filopàtor Filomètor, de malnom Cesarió, fill de Cleòpatra i Juli Cèsar
- Ptolemeu XIV Filopàtor, rei associat d'Egipte 47-44 aC
- Estrató III Soter Filopàtor, rei indogrec 25-1 aC